# Задонск
Задонск (на руски: Задонск) е град в Русия, административен център на Задонски район, Липецка област. Населението на града към 1 януари 2018 е 9614 души.